# Taxithelium novae-valesiae
Taxithelium novae-valesiae är en bladmossart som beskrevs av Brotherus 1908. Taxithelium novae-valesiae ingår i släktet Taxithelium och familjen Sematophyllaceae. Inga underarter finns listade i Catalogue of Life.